# Magic Trackpad 2

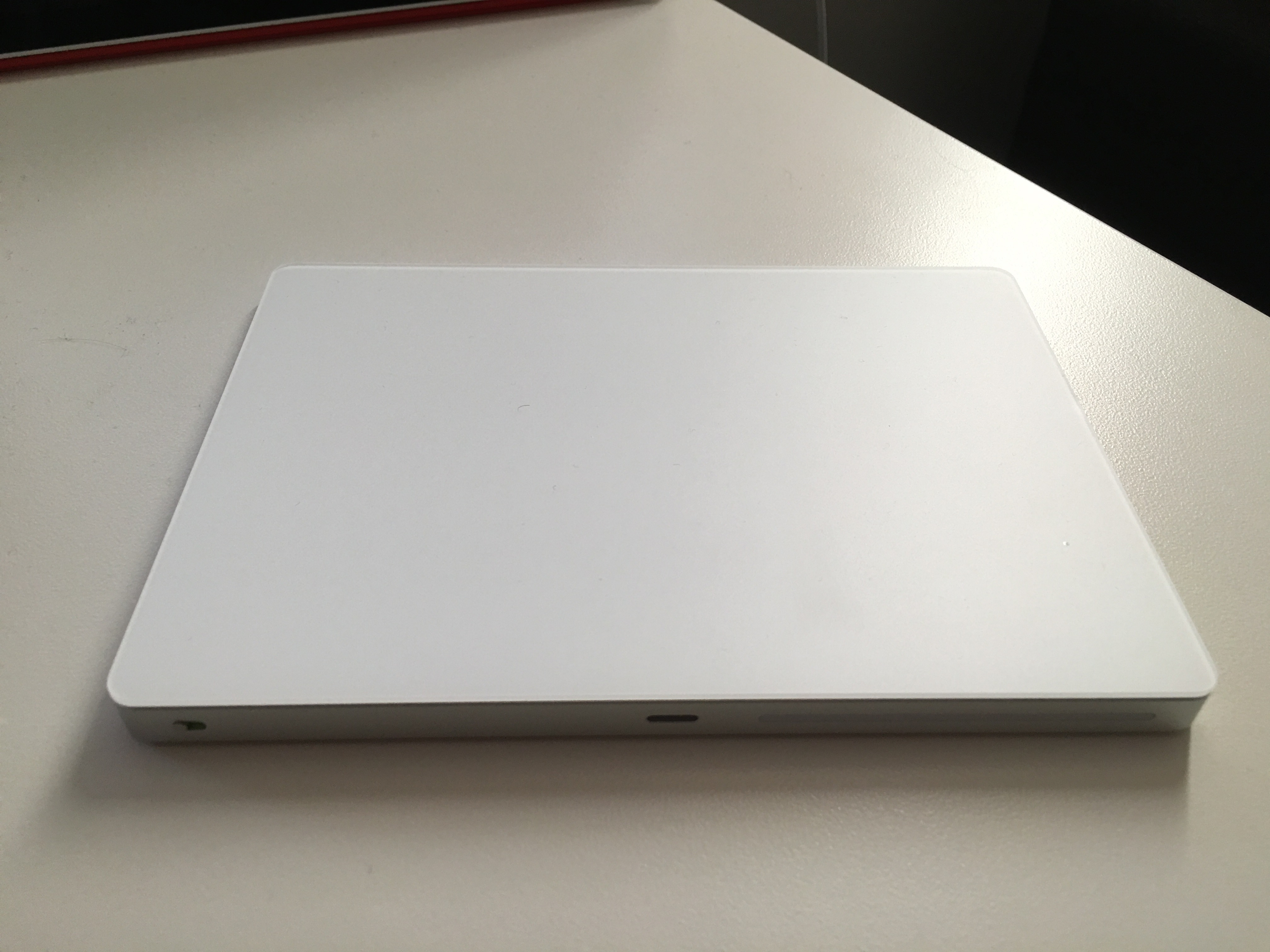
Vista trasera del Magic Trackpad 2 de color blanco.

El Magic Trackpad 2 es un trackpad multitáctil y Force Touch producido por Apple Inc. Anunciado el 13 de octubre de 2015 junto con el Magic Keyboard y el Magic Mouse 2, el Magic Trackpad 2 es el sucesor del primer Magic Trackpad.

## Descripción
El Magic Trackpad 2 es similar a su predecesor, con las diferencias clave que son un factor de forma más grande, batería recargable de iones de litio y Force Touch. El trackpad también proporciona retroalimentación háptica a través del Taptic Engine incorporado de Apple que también se usa en los trackpads de MacBook. El conector Lightning se utiliza para cargar y emparejar.
En 2021, Apple lanzó una nueva versión llamada Magic Trackpad que viene con un cargador trenzado USB-C a Lightning actualizado y tiene esquinas más redondeadas como el Magic Keyboard actualizado y el Magic Keyboard con Touch ID. También tiene una superficie gris más oscura que la versión anterior con una superficie blanca pura.

## Soporte del sistema operativo
- OS X El Capitan versiones 10.11 y superiores.
- iPadOS versiones 13.4 y superiores.
- Windows 7, Windows XP y Windows Vista en Boot Camp de Apple.
- Ubuntu Linux se puede configurar para admitir la mayoría de los gestos multitáctiles de MacOS que tiene Mac OS.
- Google contribuyó con parches para el núcleo Linux para soporte incluido en la versión 4.20 lanzada en diciembre de 2018.
- Android 4.x (dispositivos móviles)
- Chrome OS (solo dispositivos Chromebook)